# Кандела
Канде́ла (від лат. candela — «свічка»; українське скорочене позначення кд, міжнародне cd) — одиниця вимірювання сили світла системи SI, є однією з семи основних одиниць.
|                                                                                         | Кандела (позначення – кд) визначається прийняттям фіксованого числового значення сили світла монохроматичного випромінювання частоти 540×1012 Гц зі світловою віддачею Kcd, яка дорівнює 683 лм·Вт– 1, що є еквівалентним кд·ср·Вт–1 або в основних одиницях SI кд·ср·кг– 1·м−2 с3, де кілограм, метр і секунда визначаються через h, c і ΔνCs. Оригінальний текст (англ.) [The candela, symbol cd, is the SI unit of luminous intensity in a given direction. It is defined by taking the fixed numerical value of the luminous efficacy of monochromatic radiation of frequency 540×1012 Hz, Kcd, to be 683 when expressed in the unit lm W–1, which is equal to cd sr W– 1, or cd sr kg–1 m−2 s3, where the kilogram, metre and second are defined in terms of h, c and ΔνCs.] Помилка: [undefined] Помилка: {{Lang}}: немає тексту (допомога): текст вже має курсивний шрифт (допомога) |
| — 2.3 Definitions of the SI units // The International System of Units (SI), стор. 135. | |

Це визначення передбачає точне співвідношення для світлової віддачі Kcd = 683 кд ср кг−1 м−2 s3 для монохромного випромінювання частотою 540×1012 Гц. Це співвідношення дає точний вираз для кандели на основі визначальних констант Kcd, h, і ΔνCs:
1 кд{\displaystyle =\left({\frac {K_{cd}}{683}}\right)}кг·м2·с−3·ср−1,
що є еквівалентним до
1 кд = {\displaystyle {\frac {1}{6,62607015\times 10^{-34}9192631770^{2}683}}(\Delta \nu _{Cs})^{2}hK_{cd}\approx 2,6148305\times 10^{10}(\Delta \nu _{Cs})^{2}hK_{cd}}.
На основі викладеного вище зміст визначення однієї кандели можна сформулювати так:
| Одна кандела — це сила світла в заданому напрямку від джерела, що випромінює монохроматичне випромінювання частотою 540×1012 Гц і має силу випромінення в цьому напрямку (1/683) Вт·ср−1 |

## Пояснення
Частота монохроматичного випромінювання, вибрана для визначення кандели, належить діапазону видимого світла та відповідає довжині хвилі 555,016 нанометрів у стандартному повітрі, що відповідає зеленому кольору. Такий вибір пояснюється фактом, що людське око найчутливіше саме до цієї частоти. За інших частот необхідна більша енергетична інтенсивність випромінювання, згідно з частотною характеристикою ока, для того щоб досягти такої ж видимої сили світла.
Сила світла для довжини хвилі λ визначається з такого рівняння:
{\displaystyle I(\lambda )=683,002y(\lambda )I_{0}(\lambda )\,}
де I(λ) — сила світла в канделах, I0(λ) — спектральна інтенсивність (сила) випромінювання у Вт/ср, y(λ) — стандартна функція спектральної чутливості ока.
Кандела була заснована на застарілій одиниці свічі, котра визначалась як сила світла стандартної свічки з відомим хімічним складом. Після введення кандела визначалась як сила випромінення абсолютно чорного тіла за температури плавлення платини (2042,5 K). Від 1979 року визначення кандели базується на монохроматичному випромінюванні, а не на багаточастотному випромінюванні абсолютно чорного тіла. Множник 1/683 Вт/ср сучасного визначення прийнято таким, щоб нове визначення точно дорівнювало старому. Таким чином одна кандела приблизно відповідає видимій силі світла від однієї свічки.

## Таблиця фотометричних одиниць (SI)
| Фотометричні одиниці SI | Фотометричні одиниці SI | Фотометричні одиниці SI               | Фотометричні одиниці SI | Фотометричні одиниці SI | Фотометричні одиниці SI                                                                                            |
| Величина                | Позначення              | Формула                               | Одиниця SI              | Скорочення              | Примітка |
| ----------------------- | ----------------------- | ------------------------------------- | ----------------------- | ----------------------- | --- |
| Світлова енергія        | Qv                      | Q= Ф*t, t-час                         | люмен-секунда           | лм·с                    | Іноді цю одиницю називають тальботом                                                                               |
| Світловий потік         | Ф                       | Ф= I*4п                               | люмен = кд·ср           | лм                      | - |
| Сила світла             | Iv                      | I= Ф/4п                               | кандела=лм/ср           | кд                      | - |
| Яскравість              | B                       | B=I/A, А-площа поверхні, що світиться |                         | кд/м2                   | - |
| Освітленість            | Ev                      | Е=Ф/А                                 | люкс = лм/м2            | лк                      | Використовується щодо світла, яке падає на поверхню                                                                |
| Світність               | Mv                      | M=Ф/А                                 | люкс = лм/м2            | лк                      | Використовується щодо світла, яке випромінюється поверхнею                                                         |
| Світловий вихід         | -                       | -                                     |                         | лм/Вт                   | Відношення світлового потоку до густини потоку електромагнітного випромінювання, максимальне значення дорівнює 683 |
| Світлова експозиція     | Н                       | Н= Et= Q/A= ∫E dt                     | люкс/секунда            | лк/с                    | - |
| Світлова віддача        | К                       | -                                     | люмен/ват               | лм/вт                   | - |